# Sietch
Un sietch es un asentamiento desértico fremen en el planeta Arrakis en el universo Dune creado por Frank Herbert. En la Terminología del Imperio, el glosario de la novela Dune, Herbert proporciona la siguiente definición:
SIETCH: Fremen: "Lugar de asamblea en tiempos de peligro." Porque los fremen vivieron siempre en peligro, el término vino por uso general para designar a cualquier cueva habitada por una de sus comunidades tribales.
Los fremen, siendo descendientes de una tribu de zensunnis errantes, utilizan un lenguaje derivado del árabe.

## Sietch Tabr
Huyendo de un ataque harkonnen en Dune, Paul Atreides y su madre Lady Jessica buscan refugio en el Sietch Tabr de los fremen, que son dirigidos por Stilgar. Paul llega a dirigir al pueblo fremen en un levantamiento contra las fuerzas del emperador Padishah Shaddam Corrino IV.

## Etimologías aparentes
Sietch es bastante similar al árabe Seeq, el largo y angosto cañón que es el único acceso a la ciudad desértica de Petra. Es posible que Frank Herbert fuera influenciado para esa palabra por este cañón.
La palabra puede haber sido tomada desde un lugar real llamado Sich de Zaporozhia (también pronunciado en original como Sech) (con una variedad de ortografía suplente en inglés, incluyendo sietch), que fue un fuerte cosaco en la isla Jortytsia en el Dniéper, construido como defensa en contra de los tártaros (y varias fuerzas invasoras más tarde); su nombre es la palabra ucraniana para "cortar" (singular) , y puede referirse a la tala de árboles para despejar el sitio y utilizar sus troncos para hacer una empalizada. El Sietch fue, para los cosacos zapórogos una suerte de hogar. Otra palabra ucraniana en Dune, de origen cosaco es "kinjal" (un tipo de cuchillo o espada), proviene de la palabra rusa kinzhal, como una variante de la considerable presencia del mundo árabe en Dune.